# Jorge Arreaza
Jorge Alberto Arreaza Monserrat, né le 6 juin 1973 à Caracas, est un homme politique vénézuélien, membre du Parti socialiste unifié. Il est vice-président de la République du 9 mars 2013 au 6 janvier 2016 et ministre des Relations extérieures entre 2017 et 2021. 
Il est le ministre vénézuélien des Industries et de la Production nationale entre le 19 août et 8 novembre 2021. Il est démis de ses fonctions afin d'être candidat pour devenir gouverneur de l'État de Barinas, mais celui-ci ne remporte pas l'élection en janvier 2022.
Il est le ministre vénézuélien des Communautés et des Mouvements sociaux depuis le 3 mars 2022.
Il est l'époux de Rosa Virginia Chávez, la fille de l'ancien président Hugo Chávez.

## Biographie
En 2007, il épouse Rosa Virginia Chávez Colmenares, fille aînée du président Hugo Chávez. Enseignant, il est vice-ministre du Développement scientifique et technique de janvier 2010 au 27 novembre 2011, date à laquelle il est nommé ministre de la science et de la technologie. Le 9 mars 2013, il est nommé vice-président de la République à titre intérimaire, fonction qu'il cumule avec celle de ministre jusqu'au 19 avril suivant où il est confirmé au poste de vice-président par Nicolás Maduro, élu président. Il demeure en fonction jusqu'au 6 janvier 2016, quand il est remplacé par Aristóbulo Istúriz. 
Il est ensuite ministre du Développement minier écologique de février à août 2017 puis ministre des Relations extérieures du 2 août 2017 à août 2021.
Le 19 août 2021, il est nommé ministre vénézuélien des Industries et de la Production nationale en remplacement de Tareck El Aissami. Il est démis de ses fonctions le 8 décembre 2021 et remplacé par José Gregorio Biomorgi, en raison du choix de Nicolás Maduro de le désigner comme candidat pour devenir gouverneur de l'État de Barinas, opposé à Sergio Garrido, candidat de l'opposition, membre du MUD,. À l'issue de la campagne, l'opposition remporte le scrutin dans un État clé et symbolique du chavisme depuis les années 1990.
Le 3 mars 2022, il est nommé ministre vénézuélien des Communautés et des Mouvements sociaux.